# SQL/JRT
SQL/JRT یا SQL Routines and Types برای زبان برنامه نویسی جاوا ، بسط استاندارد SQL است که برای اولین بار با عنوان ISO /IEC 9075-13:2002 (بخش 13 SQL:1999 ) منتشر شد. SQL/JRT توانایی فراخوانی متدهای جاوا استاتیک را به عنوان روال از درون برنامه‌های SQL مشخص می‌کند که معمولاً به عنوان " روش‌های ذخیره شده جاوا" نامیده می‌شود. SQL/JRT همچنین خواستار توانایی استفاده از کلاس‌های جاوا به عنوان انواع ساختار یافته توسط کاربر SQL است. دو بخش برنامه افزودنی از استانداردهای قبلی ANSI SQLJ قسمت 1 و 2 سرچشمه می گیرند (نباید با SQLJ قسمت 0 اشتباه شود، که تعبیه SQL را در جاوا تعریف کرد، که بعداً توسط ISO به عنوان SQL/OLBاستاندارد شد

## مثال
SQL/JRT اجازه می دهد تا یک تابع جاوا از کد SQL به این صورت فراخوانی شود: 
```
CREATE
 
FUNCTION
 
sinh
(
v
 
DOUBLE
)
 
RETURNS
 
DOUBLE

  
LANGUAGE
 
JAVA
 
DETERMINISTIC
 
NO
 
SQL

  
EXTERNAL
 
NAME
 
'CLASSPATH:java.lang.Math.sinh'

SELECT
 
sinh
(
doublecolumn
)
 
FROM
 
mytable

```

SQL/JRT همچنین به کد جاوا اجازه می دهد تا به صورت پویا جداول را با استفاده از  java.sql.ResultSet  تولید کند .مجموعه‌های نتیجه بازگشتی به جداول SQL تبدیل می‌شوند و می‌توانند در هر جایی که بتوان از جدول یا نما استفاده کرد استفاده کرد. 

## پیاده سازی ها
رویه های ذخیره شده SQL/JRT در HSQLDB پیاده سازی می شوند. رویه های ذخیره شده جاوا نیز در JServer Oracle (یا Aurora JVM) که در پایگاه داده Oracle نسخه 8i در سال 1999 معرفی شد، پیاده سازی شده است.  اکنون Oracle JVM نامیده می شود. IBM DB2 همچنین از حدود سال 1998 از رویه های ذخیره شده جاوا پشتیبانی می کرد، اگرچه از JVM خارجی (در آن زمان) استفاده می کرد. 

## همچنین ببینید
- SQL: 2003